# インプラント (身体改造)

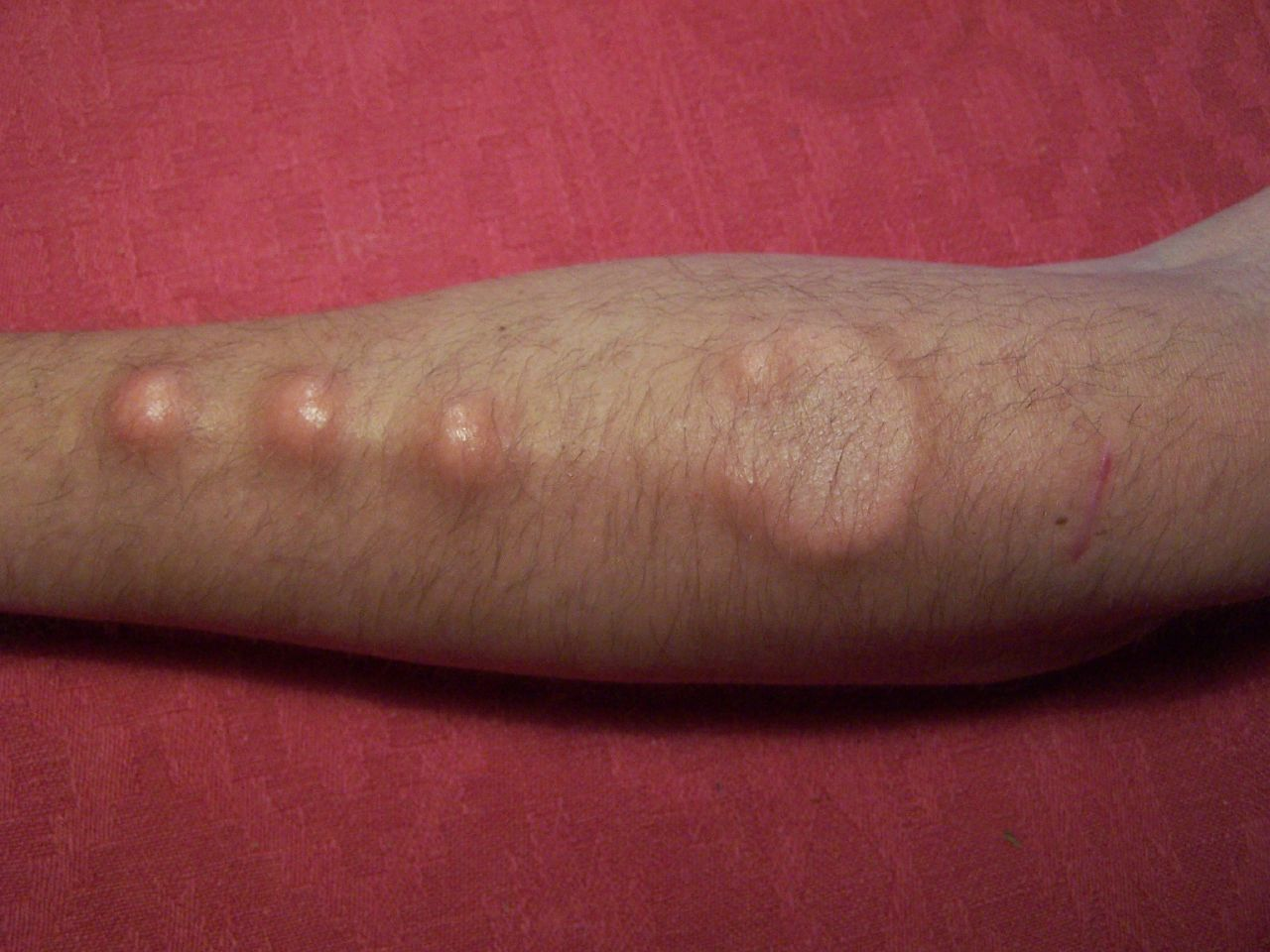
腕に施されたインプラント

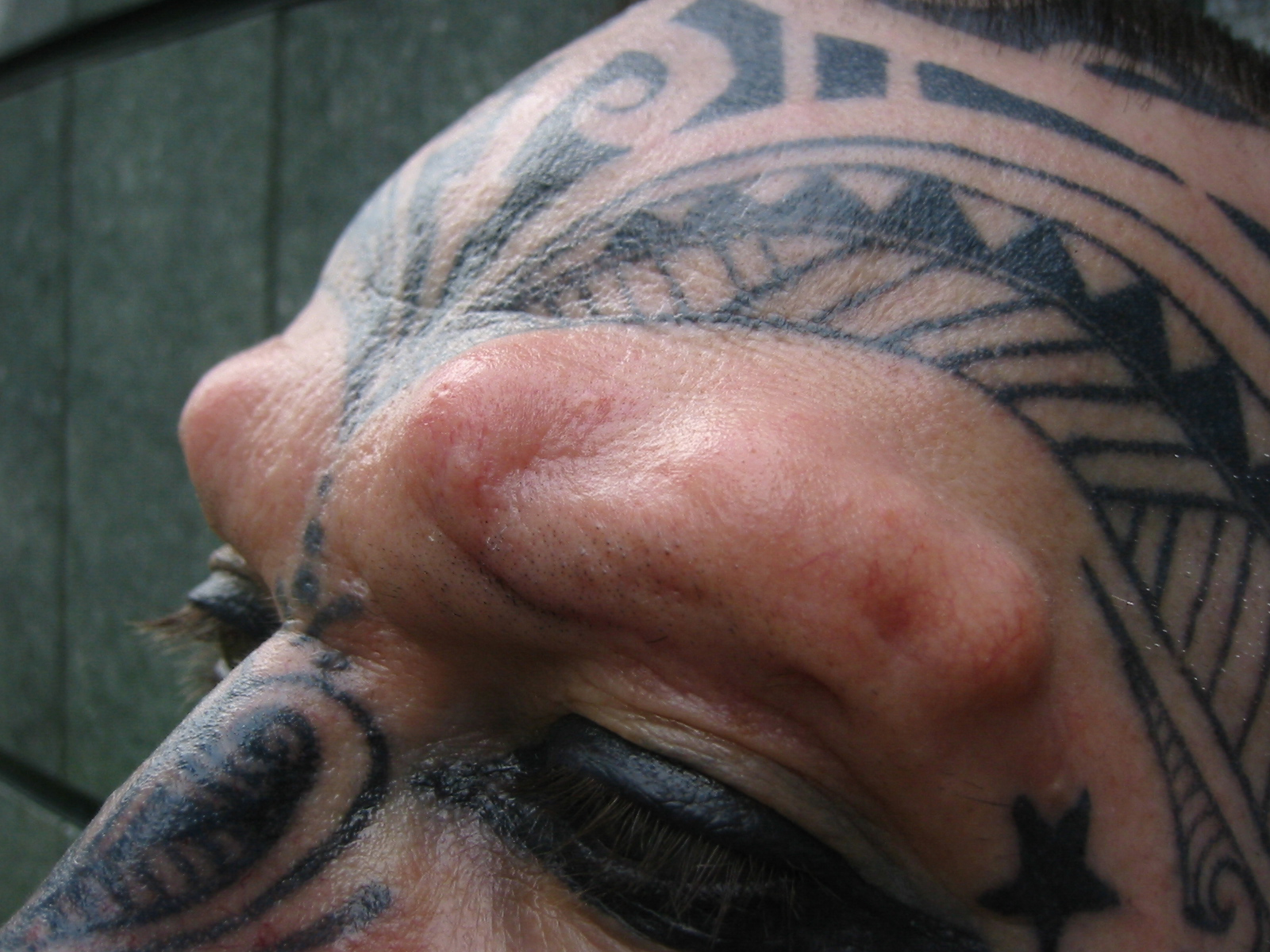
眉に施されたインプラント

身体改造におけるインプラントとは、体を装飾する目的のために皮膚の下に器具を埋め込むことである。Church of Body Modification（身体改造愛好家のための教会）によるとインプラントには二つの主要な種類が存在しており、一つは器具が皮膚内に完全に埋め込まれるサブダーマル・インプラント、もう一つは皮膚上に装飾具を出す形で行われるトランスダーマル・インプラントとしてそれぞれ知られている。身体改造という文脈において、シリコーンや他の物質の注入もインプラントであると考えられることもある。古くから行われている性器インプラントのようなもの以外では、身体改造におけるインプラントは伝統的な背景を持たない近年始まったものであり、まだ数百人程度しか受けていない新しい身体改造である。
インプラントは医者もしくは他の医療のプロ、または身体改造のアーティストによって行われる。

## 歴史
現在行われている各種のインプラントは、近年に考案されたものである。インプラントが初めて行われたのは1994年であり、それはスティーブ・ハワースによって創始された。アリゾナ州のフェニックスにある彼の店HTC Body Piercingにおいて、女性客からブレスレットについて尋ねられた後にサブダーマル・インプラントを初めて行った。彼はその女性の望む効果を作り出すために、彼女の手首の下にビーズを埋め込んでブレスレットのようにすることを考案し、それが可能であると結論付けた。それ以降、多くの異なるアーティストが多くの異なる種類のインプラントを行った。トランスダーマル・インプラントと呼ばれる装飾部分が皮膚の外に出ているインプラント技術はハワースによって2001年に完成され、その派生として2005年にマイクロダーマル・インプラントが生み出された。その業界における著名人としては、スティーブ・ハワース、エミリオ・ゴンザレス、そして近年、彼の腕に耳の形をインプラントで作ったステラークなどがいる。

## 施術方法

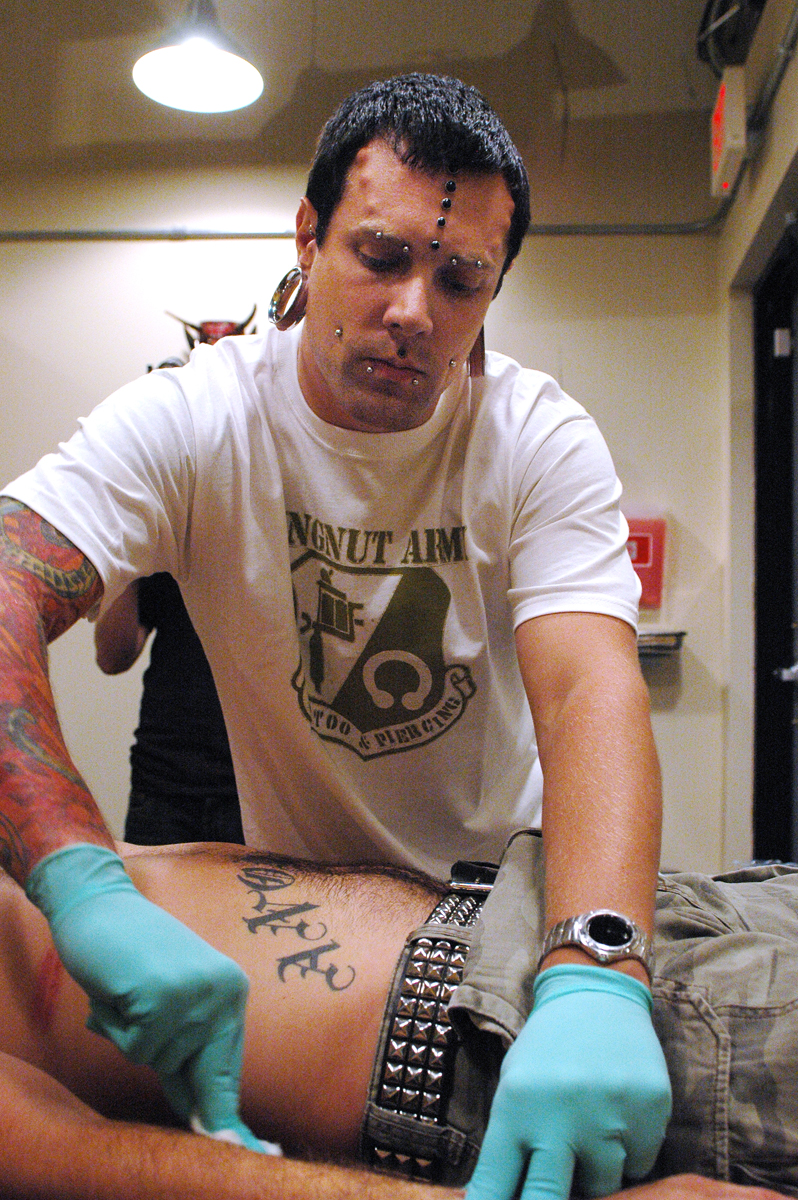
インプラント手術

インプラントの方法は、ペースメーカーを取り付けるような非常に広範囲にわたる医学的な技術を必要とする。始めに、施術を行う者は皮膚の皮下の層まで切り込みを入れ、「ダーマル・エレベーター」として知られる広く使われている医療機器を用いて皮下組織と筋膜を切り離し、埋め込む器具を収めるためのポケットを作る。そのスペースに器具を埋め込んだ後、切り込みを閉じて縫合する。インプラントの周囲で皮膚の癒着が起こるまでの間、動きを最小限にするためにしばし外科テープが用いられる。
イギリスおよびオーストラリアにおける避妊移植棒 (Contraceptive implants)は、大きな注射器もしくはピアッシングガンに似た特殊な装置を使って皮下に注入され、インプラントの一端に小さな切込みを入れて引き抜くことで除去される。この除去の際に、通常は局所麻酔を利用することも可能であるが、必要ではない。

## サブダーマル・インプラント
サブダーマル・インプラント（別名：3-Dインプラント、3-Dアート・インプラント）は、装飾的な外観を作るために皮下に物を完全に埋め込むインプラントであり、これらは、美容および医学の両方の目的で使われる。サブダーマル・インプラントは、一般にスティーブ・ハワースによって大衆化されたとされている。サブダーマル・インプラントは通常、皮下に埋め込む器具を挿入できるだけの大きさの穴を皮膚に作り、埋め込まれた後に縫合されることによって装着される。磁石やRFID送信機も、このような方法で人体に埋め込まれる。これらの内もっとも著名な医療的用途の一つは、レボノルゲストレル（事後ピル、経口避妊薬#	緊急避妊薬(EC)）を放出する6つのシリコンカプセルを女性の上腕の皮下に埋め込む避妊具のノルプラントである。美容目的の物は、ほとんどが望ましい外観を作るために用いられる。これらのインプラントは通常成形されたシリコーンが用いられるが、同様にテフロンのものも用いられる。

### 性器インプラント

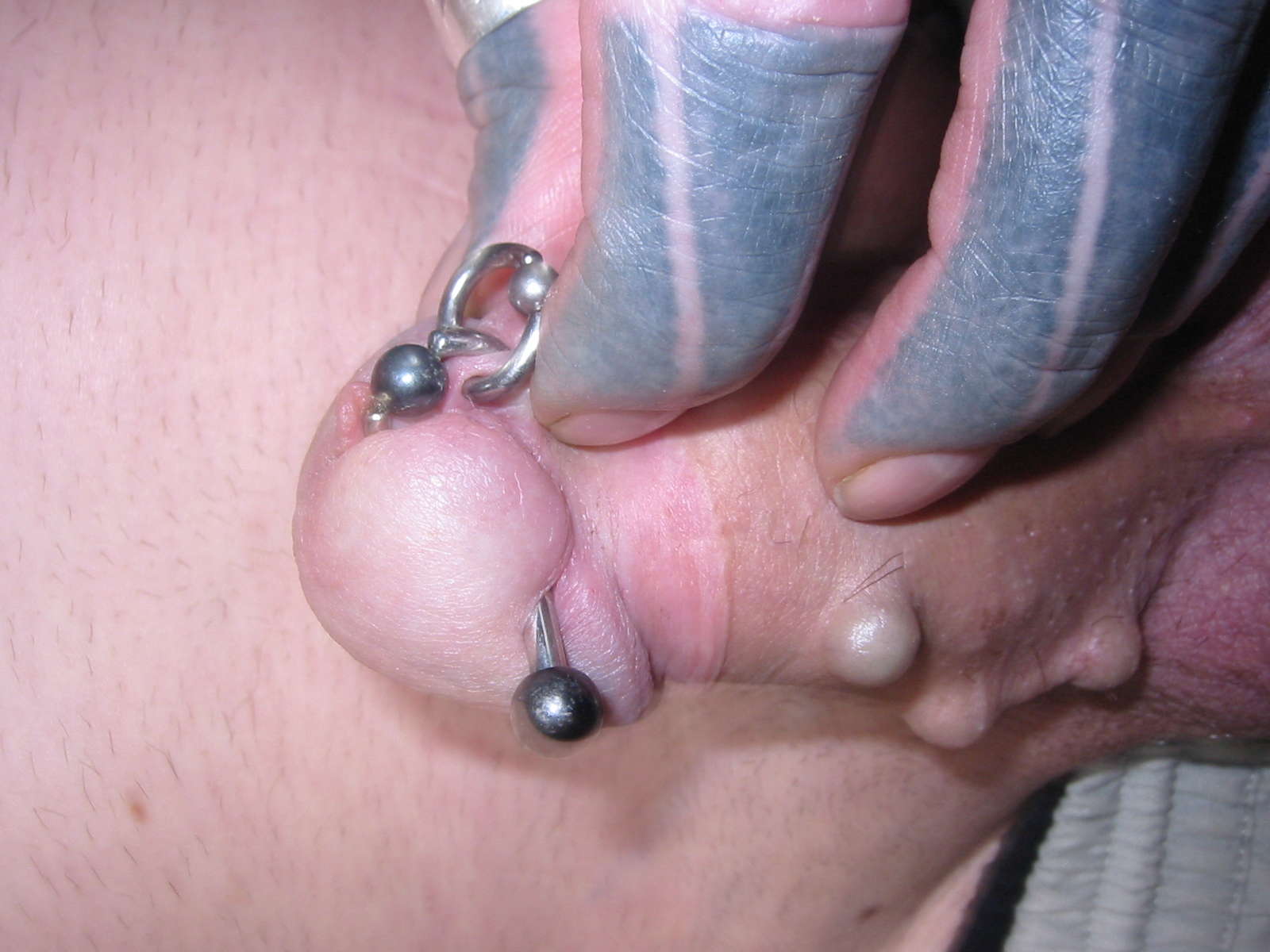
ビーディング（左下）

ビーディング（別名：ヤクザ・ビーズ、ラブ・ビーズ、パーリング）は、ビーズその他の小さな物を陰茎もしくは陰唇の皮膚の下に埋め込むことである。Genital ribsとは、ステンレス鋼やチタン、テフロン、シリコーンなどの短く、わずかに曲がったバーを陰茎の皮膚の下に埋め込むことである。このようなインプラントは、パートナー相互に肉体的な刺激を与えることができ、通常このような性的快感の増幅を目的として入れられる。最も多いものはビーディングであり、小さな丸いビーズが用いられ、真珠が用いられることもある。

#### 実行
二つの一般的な手順があり、1つはフレナム・ピアッシングに似ており、もう一つはサブダーマル・インプラントに似ている。より多くの専門的知識と専用の器具を必要とする。どちらの手順においても、体の他の部分に入れるサブダーマル・インプラントのような非常に危険なものよりは、リスクと治癒において比較的安全である。これは、多くの性器ピアスのように、性器への豊富な血流量が治療にかかる時間を大きく短縮することができるためである。治癒の前後においてしばし炎症がおこるため、注意深い治療によってこれを最小限に止める必要がある。拒否反応は希ではあるが起こり得る。

#### ジュエリー
多種多様な不活性な材料が性器インプラントに用いられる。テフロンやシリコン、外科用の鋼鉄、チタンなどの材料が一般的に用いられる。こられの現代に使われる材料が利用できるようになる以前は真珠が使われてきた長い歴史があり、それゆえに「パーリング」という名称がある。

#### 歴史と文化
最も有名な歴史的用途として、日本の暴力団におけるヤクザが行う、全身の刺青や、上司への贖罪として指関節の切断を行う指詰めなどを含む、ヤクザ独特の身体改造と関係している。真珠の埋め込みはヤクザによって刑務所で行われ、真珠は恐らく刑務所で過ごす年数だけ入れられる。「ボリータ」と呼ばれるビーディングは、特に年長のフィリピンの水夫の間では一般的に行われている。彼らは、「ボリータ」を日本の水夫から学んだと述べている。南アフリカのケープタウンやダーバンの波止場では、大部分の売春婦はそれが奇妙な風習であるとみなし、「痛い」と言ってビーディングをした客を拒絶する。

### ホーン・インプラント

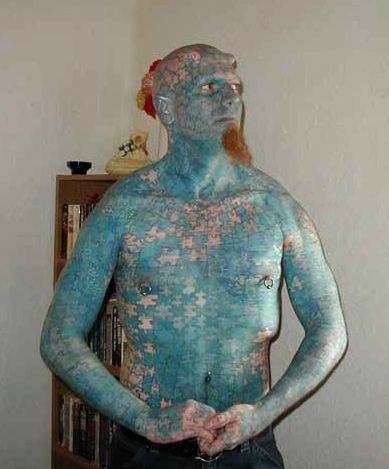
額にホーン・インプラントを施されたザ・エニグマ

ホーン・インプラントは、小さなテフロンもしくはシリコーンの小さな断片を額の皮膚の下に埋め込み、小さな角のような外観を作るインプラントである。皮膚が伸びる毎に大きな破片と入れ替える事によって、より大きな角を作ることができる。ホーン・インプラントは、スティーブ・ハワースによって発明され、初めにザ・エニグマに対して行われた。現在はホーン・インプラントにはシリコーンが用いられる。

### マグネット・インプラント
マグネット・インプラントは小さな磁石を皮膚の下に埋め込むことによって物を体に磁力で付けることを可能にする、実験的なインプラントである。いくつかのデザインは、磁場の存在下での埋め込んだ磁石の動きが個人によって感じることが可能かという知覚実験の目的で行われている。このようなインプラントは、例えばソナーによる距離の知覚などのように、人間以外の感覚の情報を変換するために利用されている。

### スクロータル・インプラント
スコロータル・インプラントは陰嚢に施されるインプラントである。このインプラントは、例えば去勢された犬への人工睾丸の埋め込みのような目的のためにデザインされ、様々な素材が用いられる。このニューティクルズと呼ばれる犬の人工睾丸はアメリカミズーリ州の事業家であるグリッグ・ミラーによって開発され、彼のこの業績に対して2005年イグノーベル賞が送られた。

### ブライユ・タトゥー
ベルリン芸術大学の生徒であったKlara Jirkovaは、盲人のために読みやすい「ブライユ・タトゥー（点字タトゥー）」を作るためにサブダーマル・インプラントを用いることを提唱した。彼女は、小さなインプラントを盲目の人がなでることで、触覚によって読むという性格を持つ点字の性質を持たせることができると提唱している。彼女はまた、握手の間に読み取れる位置の近くに親指があれば「ブライユ・タトゥー」は挨拶をしていると分かる盲人を助けることが可能であると提案している。彼女は、視覚の代わりに触覚を関連付けるように、身体改造のより意味のある形であると述べている。
Jirkovaの提案がメディアの注目を受けたにもかかわらず、サブダーマル・インプラントのこの方面での利用は非実用的である。盲人間の識別のための「ブライユ・タトゥー」は、盲人にとっては会話をすることで簡単に他を特定することができるため、単純に不要である。盲目は難聴と沈黙を意味しない。さらにそのようなやり方は、埋め込んだ器具が、治癒の期間中に動いてしまう事が実質的に回避不能であるため、容認できないほどに成功率が低い。この埋め込んだ器具の移動は、非常に経験豊富な医師によって最小限にとどめることはできるが、危険を取り除くことはできない。サブダーマル・インプラントは、埋め込んだ器具が移動してしまう事を考慮して計画せねばならず、インプラントを入れる者はそれを予想して受け入れなければならない。Jirkovaが提唱する丸く滑らかなインプラントは特に動く傾向があり、おそらく「ブライユ・タトゥー」が読めなくなる一歩手前まで移動する。一般にみられる「ブライユ・タトゥー」のイメージは、実際に身体改造として施されたものではなく、Jirkovaのレポートによる処理されたシミュレーション画像である。
このような目的のためのサブダーマル・インプラントは必要以上に体の組織を冒し危険である。視覚に依らないで認識できるボディ・アートは、スカリフィケーションが利用される。

### 眼球インプラント
眼球インプラントもしくは外眼性インプラントとは、人間の眼の表層から結膜の範囲で装飾的なジュエリーの小片を埋め込む美容整形のインプラントである。そのようなインプラントは、アメリカ（イリノイ州）においては違法であり、オランダでのみ行うことができる。

## トランスダーマル・インプラント

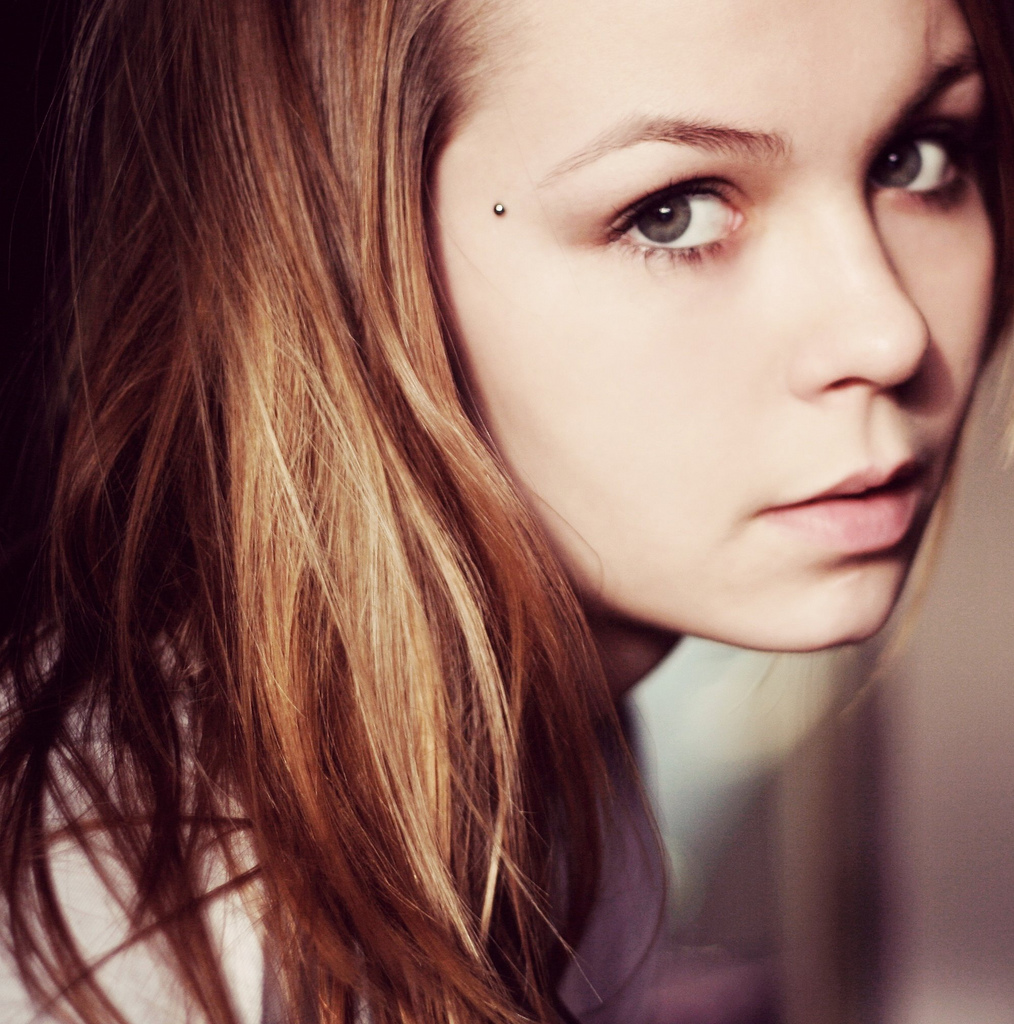
マイクロダーマル・インプラントをした女性

トランスダーマル・インプラント（別名：経皮的インプラント、マイクロダーマル・インプラント、サーフェイス・アンカー）は、皮膚の下に台座としての平らなプレートを埋め込み、ビーズやスパイク他の装身具を皮膚の表面に出すことで、皮膚上に浮かんでいるかのように見えるインプラントである。これは「ダーマル・パンチング（皮膚にパンチ穴をあける）」として知られる手順によって、装飾部分を皮膚の外に露出させている。このようなインプラントは、回復が成功する確率は高いものの、それほど強度の無い皮膚の部分のみで埋め込まれた土台を支えなければならないため、日常の皮膚の動きや装飾部のこすれなどによって、常に移動や拒否反応について考慮しなければならない可能性がある。埋め込まれた台座と皮膚上に出ている装飾との接続部はねじ山になっており、装飾部は様々に取り換えることができる。マグネット・インプラントのように磁力を持つサブダーマル・インプラントも存在する。
最初のトランスダーマル・インプラントは、1996年、スティーブ・ハワースによってジョー・アイルワードに対して「金属のモヒカン」として施された 。その後改良が重ねられ、2001年にトランスダーマル・インプイラントの技術は完成した。

### マイクロダーマル・インプラント
トランスダーマル・インプラントの中でも、土台部分が10ミリ程度、装飾部分が1ミリ程度と非常に小さなものをマイクロダーマル・インプラントと呼ぶ。マイクロダーマル・インプラントは、トランスダーマルインプラントの技術を活用して2005年に生み出された。マイクロダーマル・インプラントは複雑な手術を必要とせず、体表の皮膚のほとんどどこにでも入れることができるという利点がある。また、サイズが非常に小さいため、通常のトランスダーマル・インプラントのような皮膚への負担も軽減される。

#### 治癒

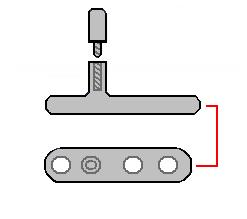
トランスダーマル・インプラントに用いる埋め込み器具。体に埋め込んだ後回復しやすいように基盤部分に穴があけられている

身体改造愛好家のための教会のウェブサイトでは、始めに皮膚の層の間の位置に埋め込まれると説明している。そのウェブサイトでは、埋め込む物は皮膚の下に位置するのに適切な形状を持つ必要があると述べている。埋め込まれた器具の周りで治癒できるように、8の字のような穴にしなければならない。かつては、皮膚にパンチ穴をあけることによって装飾部分を皮膚の外に露出させていた。マイクロダーマル・インプラントのような体に埋め込む部分が非常に小さいトランスダーマル・インプラントでは、通常2、3週間と早く治癒する。また、その性質上、装飾部分の境界から皮下に埋め込まれた土台の部分へと汗や垢、ほこりなどが混入する恐れがあるため、完全に治癒が終わってからも装着し続ける限りはケアが必要となる。

### サーフェイス・ピアッシング

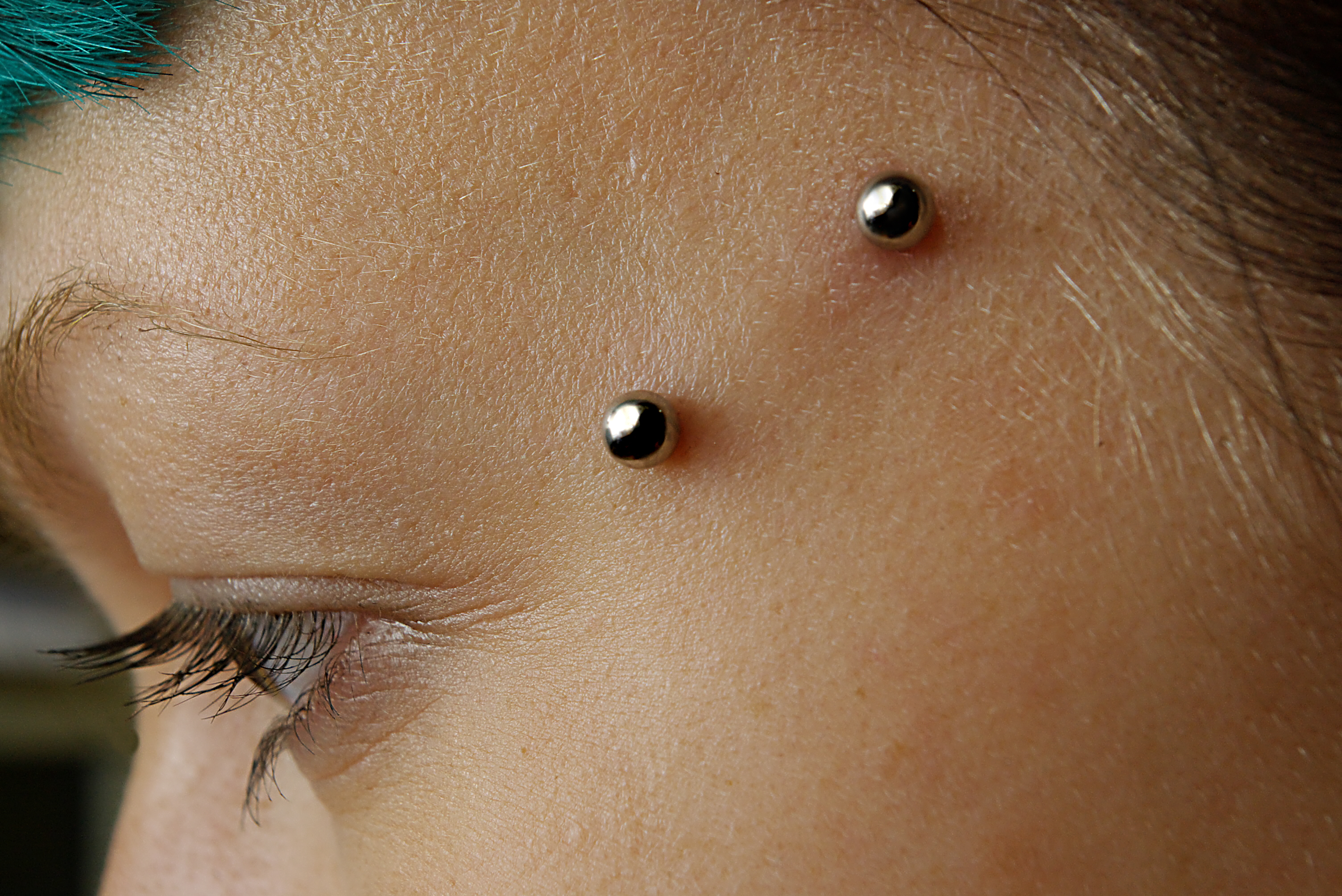
サーフェイス・ピアッシング

ピアスは元来耳たぶのような突出部に行うものであるが、例えば腕などの平らな皮膚の表面に行うピアッシングとしてサーフェイス・ピアッシングは開発された。あまりに多くの動きの影響や衝撃による損傷のリスク、汚物のような汚染物質との接触による感染症の影響を受けないならば、サーフェイス・ピアッシングは体のほとんどの場所に入れる事ができる。サーフェイス・ピアッシングに用いられる装飾具の棒状のステイプルは高純度チタンでなければならない。曲がったものもしくは真っ直ぐなバーベルは、サーフェイス・ピアッシングを入れる人に適したものを選ばないとピアス穴に大きな圧力がかかる。サーフェイス・ピアッシングに用いるバーを外したり取り換えたりしようとした際には、自分自身で行おうとせずに非常に訓練された経験豊富なピアッサーによらなければならないが、ボールを変えることは問題ない。
サーフェイス・ピアッシングの拒否反応の出やすさは、ピアスが体のどの位置にあるかでに依存する傾向がある。例えば、首筋に入れたものでは拒否反応は出にくいが、胸骨の上に入れたものでは拒否反応が出やすい。サーフェイス・ピアッシングはマイクロダーマル・インプラントと比較して取り外しが可能である利点があるものの、体内に埋め込まれたバーを両端の2点で支えているという構造のため皮膚の動きによる弊害を受けやすい欠点があり、サーフェイス・ピアッシングを入れるよりもマイクロダーマル・インプラントを二つ入れたほうが良いとする考えもある。

### フレッシュ・ステイプル、フレッシュ・プレーティング、ポケッティング
フレッシュ・ステイプルは、ジュエリーの末端部分ではなく中央部分のステイプルを露出させる、一種のピアスもしくはインプラントである。ジュエリーのステイプルはホッチキスの針に似ており、両端が皮膚に埋め込まれることで保持される。フレッシュ・プレーティングはフレッシュ・ステイプルと同じ原理であるが、露出する中央部分が平らなプレートになっている。ポケッティングは、ユブラピアッシングを始めたことで有名になったジョン・コブによって創始された。フレッシュ・ステイプルおよびフレッシュ・プレーティングと類似したものであるが、成功率は低く、施術後の治癒期間に力が加わると埋め込んだバーが皮膚の奥へと潜り込んでしまう。

## アフターケア
インプラントは、他の多くの身体改造のアフターケアと同じように扱われる。身体改造愛好家のための教会によると、「アフターケアのもっとも重要なポイントは、あなたの縫合部位を清潔で乾いた状態に保つことである」としている。彼らはまた、インプラントの部位を覆い清潔にするために、細菌を多く保持しやすい布製品ではなく紙製品を使用し、ピアス穴をあけた部位を殺菌するために設計された消毒液で縫合糸を洗浄する方策を提案している。施術から10から12日で縫合糸を抜くことができる。彼らは、3ヶ月かけることで望ましい効果を得ることができると述べている。彼らの哲学の一部として、「常識を働かせなさい;あなたの体が知っているのだから必要とするものは聞きなさい！あなた自身が注意をし、あなたのための身体改造である」と促している。これは、医者が感染症の兆候や縫合糸を取り除くのに役立てるための予測を含むことができる。この力説のポイントは、インプラントを施すプロセスの前および最中、後において、身体改造の安全性を保つための知的な選択を行うという点にある。

## 健康へのリスク
これらの種類のインプラントは、他の種類の身体改造と同様に健康のリスクと結び付けられる。この種のインプラントを行うことによるリスクは、インプラントと類似した整形手術と同様にいくぶんか高く、他の種類の身体改造より極端で危険をもたらすこともある。人体を切開する際には常に、感染症を防止するため無菌状態で行わなければならない。これはインプラントに関する論争のもととなった。多くの専門教育を受けた医療の専門家は、これらのインプラントを入れることを選択するような個人の福祉を危惧している。これらの施術の大部分は、正式な医療教育を受けていない個人によって行われ、しばし理想的でない環境下で行われる。そのため感染症のリスクが非常に高く、専門家を不安にさせている。身体改造産業は、そのようなインプラントを行っている資格を持たない人々によって行われている危険な習慣を変えようとしている。そのように変化させようとしている人々には、Health Educators , Inc.の創設者デイヴィット・A・ヴィドラがおり、彼は身体改造のための教育機関として「Health Educators , Inc.」を設立した。それは身体改造の手順が問題なく実行されるように、適切な衛生設備と殺菌、その他適切な技術を教育するための資質ある教育機関として設立された。しかし、多くの医者はまだ心配している。フィル・ハエック医師は「これはヒポクラテスの誓いと人類へ貢献を希望を持った誰かによる立場を持たない、手術の逸脱である」と明言し、倫理的な問題提起を行った。